# 아체로 마냐스
아체로 마냐스(스페인어: Achero Mañas, 1966년 9월 5일~)는 스페인의 영화감독이다. 《엘 볼라》(El Bola, 2000)로 장편 데뷔를 했다.

## 생애
아체로 마냐스는 스페인 마드리드에서 극작가인 알프레도 마냐스와 배우 팔로마 로레나의 아들로 태어났다. 부모님의 직업 덕에 유년기와 청소년기 동안 연극과 문학을 비롯한 문화예술계와 긴밀한 분위기에서 성장했고 이는 그의 인생에 큰 영향을 주었다. 아르깐헬 고교 졸업 후 라 팔마 예술학교에서 3년간 미술을 공부했다. 이 시기에 연극무대에 서거나 간헐적으로 영화에 출연하기도 했다.
1984년에는 어머니를 따라 뉴욕시로 이주해 리얼스테이지 연극학교에서 연기와 연출을 공부했다. 마드리드로 돌아온 후에 본격적으로 직업연기자의 길로 접어들어 연극, 영화, 텔레비전 등 많은 작품에서 연기를 하고 이때 까를로스 사우라, 리들리 스콧, 마누엘 구띠에레스 아라곤 등과 같은 감독의 영화에 출연하기도 했다.
그러나 배우라는 직업만으로는 만족할 수 없었던 그는 딸이 태어난 후 배우로서의 길을 완전히 접고 글쓰기에 전념한다. 그 결실로 1995년 그가 각본, 감독을 맡아 바르셀로나에서 촬영한 첫 단편영화 《메트로》가 세상에 나오게 된다. 이 영화의 제작은 제작사 바우산 필름이 맡았다. 이 영화로 루이스 부뉴엘 촬영상과 몬테카티니 테르메 국제단편영화제 작품상을 수상했다.
1996년에는 두 번째 단편영화 《사냥꾼들》의 각본과 감독, 제작을 도맡아 평단의 호평을 받으며 고야상 단편영화 부문 등 여러 영화상을 수상했다. 1997년에는 그의 세 번째이자 마지막 단편영화인 《인공의 낙원》의 각본을 쓰고 역시 감독과 제작까지 했다. 이 영화 또한 국내외 평단의 관심을 받게 된다.
2001년에는 그가 이전부터 써오던 장편영화의 각본에 관심을 가진 영화사 떼셀라의 프로듀서 호세 안토니오 펠레스의 지원으로 첫 번째 장편영화 《엘 볼라》를 만들었다. 이 영화는 비평적으로도 대중적으로도 큰 호응을 얻었고 고야상 신인감독상, 각본상, 작품상 등을 많은 영화상을 수상했다.
2002년에 그는 동생 페데리꼬 마냐스와 함께 각본을 쓴 두 번째 장편영화 《노벰버》를 내놓는다. 이 영화는 독립 실험극단의 이야기를 다룬 작품으로 토론토 영화제, 산세반스티안 영화제 등에서 좋은 반응을 얻고 루이스 부뉴엘 촬영상도 수상했다.
2003년에는 카날 플러스의 의뢰로 북아일랜드 평화정착에 관한 다큐멘터리 《블랙화이트》의 감독직을 맡아 일 년간 작업했다.
2010년 그의 세 번째 장편극영화 《네가 원한다면》이 만들어졌는데 이 영화 또한 자신이 각본, 감독, 제작을 맡았고 관객과 평단 양쪽에서 좋은 반응을 얻어 토론토 국제영화제, 전주국제영화제 등 많은 영화제에 초청받았다.
현재는 미국 로스앤젤레스에 거주하며 《브루클린 버드》(가제)라는 제목의 영화를 준비하고 있다.

## 연출작

### 장편극영화
- 《엘 볼라》(El Bola, 2000)
- 《노벰버》(Noviembre, 2003)
- 《네가 원한다면》(Todo lo que tú quieras, 2010)[1]

### 다큐멘터리
- 《블랙화이트》(Blackwhite, 2004)

### 단편극영화
- 《메트로》(Metro, 1994)
- 《사냥꾼들》(Cazadores, 1997)
- 《인공의 낙원》(Paraísos artificiales, 1998)